# Avraham HaMalakh Friedman
Avraham « HaMalakh » Friedman (hébreu : אברהם המלאך « Abraham l’Ange ») est l’un des grands maîtres hassidiques du XVIIIe siècle (Mezeritch, 1739 - Fastov, 25 septembre 1776). Fils du Maggid de Mezeritch (auquel il ne succède pas à la tête du hassidisme), il se distingue par sa grande piété et son ascétisme, qui lui valent son surnom.

## Éléments biographiques
Avraham Hamalakh naît de Dov Baer, le Maggid (prêcheur) de Mezeritch, et de son épouse Hava Keila Friedman, la fille du rabbin de Torczin. Selon une tradition hassidique, le couple étant sans enfant, Chava avait résolu de divorcer afin que son mari puisse enfanter mais celui-ci, consultant son maître, le Baal Shem Tov, s’était entendu dire que le fils tant attendu serait un saint ; un ange serait apparu peu après à Chava pour lui annoncer la naissance d’un fils dans l’année à venir,,.
Il manifeste un penchant prononcé pour la Kabbale dès son jeûne âge. Son père le fait étudier avec Shneur Zalman de Liadi qui lui apprend le nigla (les « choses révélées », c’est-à-dire principalement le Talmud de Babylone avec les commentaires de Rachi et des Tossafistes) tandis qu’il lui enseigne la façon d’être et de penser des hassidim. Il développe également un tempérament sévère et ascétique, ne goûtant à aucun plaisir ni même à la vie en société. Il ne reçoit que quelques amis choisis, parmi lesquels Shneur Zalman et Menahem Nahoum de Tchernobyl qui lui procure un poste de maggid local.
Son tempérament ne le portant pas à reprendre le flambeau de son père à sa mort, Avraham l’Ange s’établit dans la localité de Fastov où il vit reclus jusqu’à son décès, le 12 tishrei 5537 (soit le 25 septembre 1776).
Son épouse, Tveria Kalisk, lui donnera deux fils, Yisroël Haïm de Ludmir et Shalom Shakhna de Prhobisht. Le fils de ce dernier, Israel, fonde la dynastie hassidique de Rizhin dont proviennent six dynasties hassidiques.

## Œuvre
Avraham l’Ange est l’auteur de Hessed LèAvrohom (à ne pas confondre avec l’ouvrage homonyme d’Avraham Azoulaï), principalement conçu comme un commentaire sur la Torah mais discutant aussi de la Mishna, du Talmud et des jours de fêtes. Le livre contient aussi quelques-uns des sermons de l’auteur, dont une critique de la dégénérescence de l’étude de la Kabbale au sein du hassidisme et une réflexion sur les qualités du Tzadik idéal. Il a été imprimé pour la première fois à Czernowitz en 1850.